# Danuta Budniak
Danuta Budniak (ur. 1938, zm. 3 kwietnia 2021) – polska filolożka, dr hab.

## Życiorys
Obroniła pracę doktorską, następnie uzyskała stopień doktora habilitowanego. Została zatrudniona na stanowisku profesora w Instytucie Filologii Rosyjskiej na Wydziale Humanistycznym Uniwersytetu Jana Kochanowskiego w Kielcach, w Wyższej Szkole Zarządzania w Częstochowie oraz w Instytucie Filologii Słowiańskiej na Wydziale Humanistycznym Uniwersytetu Marii Curie-Skłodowskiej.
Zmarła 3 kwietnia 2021.